# Glochidion mandakamdevi
Glochidion mandakamdevi är en emblikaväxtart som beskrevs av Borthakur och Kalita. Glochidion mandakamdevi ingår i släktet Glochidion och familjen emblikaväxter.
Artens utbredningsområde är Assam (Indien). Inga underarter finns listade i Catalogue of Life.